# Nibbs Carter
Timothy Carter, detto Nibbs (Cleethorpes, 7 settembre 1966), è un bassista britannico, noto per la militanza nei Saxon.
Ad oggi è il bassista che conta il maggior numero di anni di militanza e il maggior numero di incisioni in studio e dal vivo con il gruppo.

## Biografia
Carter imparò a suonare dai dischi dei Rush, gruppo da lui molto amato, e i suoi esordi nel mondo della musica professionale furono come session man, dal momento che era una presenza fissa ai Chapel Studios nel Lincolnshire, dove prestava i suoi servizi ad artisti aventi il bisogno urgente di un bassista. Uno degli impieghi più prestigiosi di quei giorni fu l'esperienza con i Fastway di Eddie Clarke, con i quali collaborò come turnista nel 1987 per l'album On Target (uscito nel 1988).
L'anno seguente entrò nei Saxon, che stavano affannosamente cercando un bassista, dopo che Paul Johnson ebbe abbandonato improvvisamente il gruppo durante il tour di Destiny. A causa della dinamica presenza scenica e della giovane età (all'epoca era appena ventiduenne), venne immediatamente ben accolto dai fan del combo dello Yorkshire. Le sue prime incisioni con i Saxon furono due dischi dal vivo usciti a distanza di un anno l'uno dall'altro, Rock 'n' Roll Gypsies del 1989 e Greatest Hits Live del 1990. Sempre nel 1990 Carter, assieme ai compagni di gruppo Nigel Glockler e Biff Byford partecipò ad un album celebrativo per il decennale della New Wave of British Heavy Metal intitolato All Stars, suonando nelle canzoni Trapped, Change Of Heart e It's Only Love.
Nello stesso anno uscì anche la sua prima prova in studio con i Saxon, Solid Ball of Rock. Carter aveva molto materiale pronto che il gruppo apprezzò e decise di registrare; ciò nonostante la quasi totalità delle tracce del disco porta la sua firma spesso solitaria perché era l'unico membro del gruppo a non essere legato da un vincolo contrattuale personale con l'ex loro manager Nigel Thomas, il quale deteneva i diritti di pubblicazione sul gruppo.
La produzione di Kalle Trapp riuscì a valorizzare il suo basso, esuberante e talvolta utilizzato anche in maniera solista. Il suo stile appariva pertanto diverso da quello di Steve Dawson, più roccioso e squillante, e di Johnson, più d'insieme. 
Nei dischi seguenti il suo basso divenne però meno presente, anche se il suo ruolo a livello compositivo (con l'eccezione di Forever Free) fu sempre importante tale da renderlo un asse portante del rinnovamento sonoro del gruppo.
A detta di Biff Byford, Carter è il migliore bassista che i Saxon abbiano mai avuto nonché un valido compositore, benché molto del suo materiale non possa essere impiegato dal gruppo a causa dello stile (etichettato dal cantante come un incrocio fra i King X e gli Slayer).
Pur continuando a essere un asse portante del gruppo, Carter collabora saltuariamente con altri artisti.

## Discografia parziale

### Saxon
- 1989 - Rock 'n' Roll Gypsies
- 1990 - Greatest Hits Live
- 1990 - Solid Ball of Rock
- 1992 - Forever Free
- 1995 - Dogs of War
- 1996 - The Eagle Has Landed Part II
- 1997 - Unleash the Beast
- 1999 - Metalhead
- 2001 - Killing Ground
- 2002 - Heavy Metal Thunder
- 2004 - Lionheart
- 2006 - The Eagle Has Landed III
- 2007 - The Inner Sanctum
- 2009 - Into the Labyrinth
- 2011 - Call to Arms
- 2012 - Heavy Metal Thunder - Live - Eagles over Wacken
- 2013 - Sacrifice
- 2015 - Battering Ram
- 2018 - Thunderbolt

### Altri album
- Fastway - On Target (1988)
- Vari Artisti - All Stars (1990)
- True Brits - Ready To Rumble (1992)
- Thomsen - Let´s get Ruthless (2009)

### Tribute album
- 666 The Number Of The Beast A Tribute To Iron Maiden (2001)